# Château de Beauvais (Limoges)
Pour les articles homonymes, voir Château de Beauvais.
Le château de Beauvais est un château situé à Limoges (Haute-Vienne), près du quartier de Landouge. Classé aux monuments historiques depuis 1990, il est l'une des nombreuses réalisations de Joseph Brousseau conduites sur le territoire communal de Limoges à la fin du XVIIIe siècle.

## Histoire
Construit entre 1765 et 1768, le bâtiment est le troisième château successif à cet emplacement, prenant la place d'une bâtisse du XVe siècle dont il ne subsiste qu'une cheminée et quelques tronçons de douve, elle-même bâtie à la place d'un premier château du XIe siècle. 
Le château abrite à sa construction la résidence des abbés de l'abbaye Saint-Martial de Limoges, distante de quelques kilomètres.

## Architecture
D'inspiration classique, la sobre façade aurait servi de modèle et de brouillon à Joseph Brousseau pour la réalisation du palais de l'évêché de Limoges. Le château de Beauvais est classé au titre des monuments historiques depuis 1990. La propriété comprend également des dépendances dont une chapelle et des granges, des serres ainsi qu'un parc arboré.